# Дворічні рослини

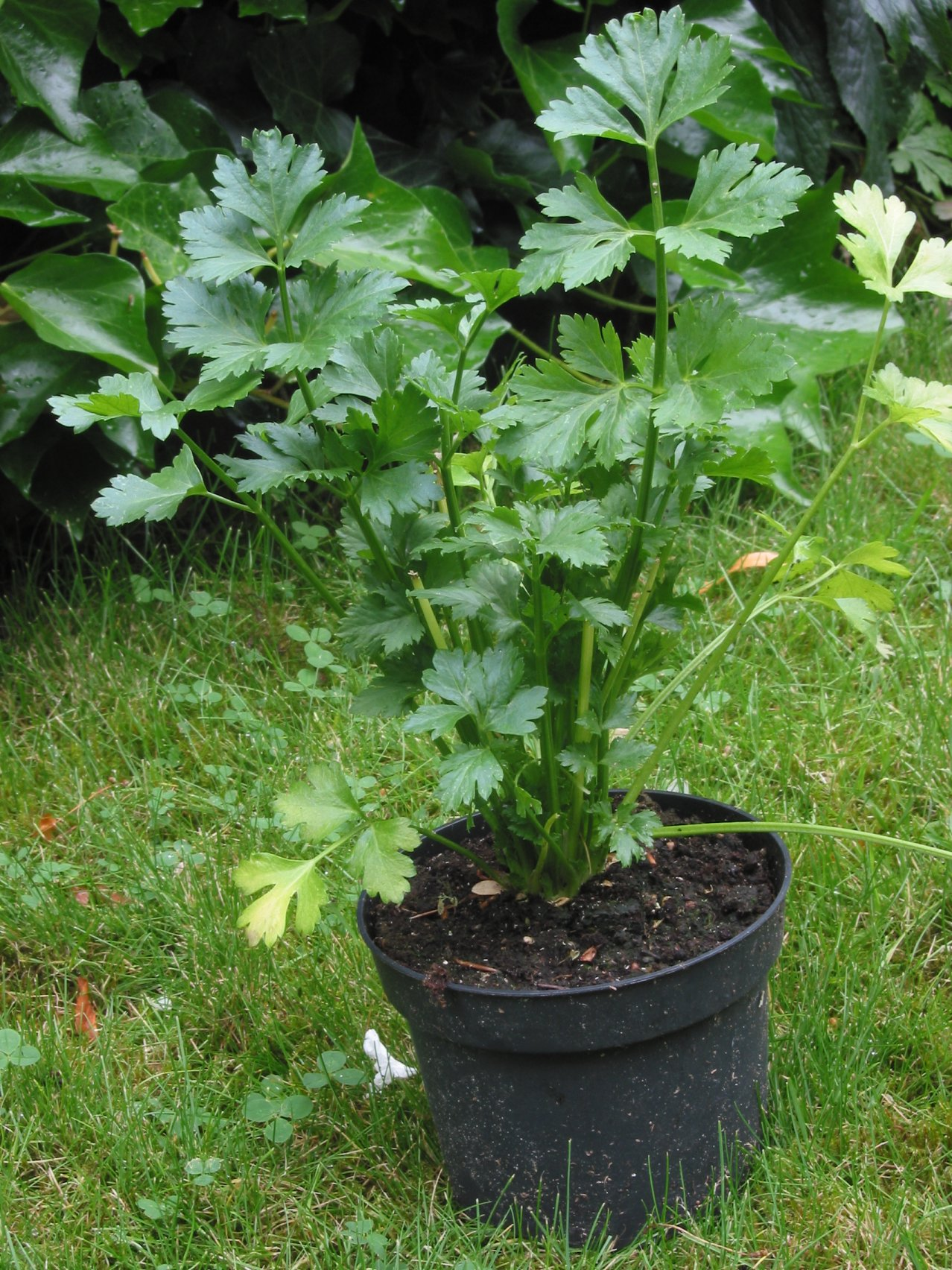
Селера як приклад дворічної рослини.

Дворі́чні росли́ни (дворічники) — рослини, зазвичай трав'янисті, повний життєвий цикл яких становить від 12 до 24 місяців. У перший рік у рослини формуються листя, стебла і коріння, після чого рослина впадає в стан спокою на зимові місяці. Зазвичай в цей час стебло залишається дуже коротким, а листя опускається до землі, утворюючи розетку. Для багатьох дворічних рослин потрібна дія низьких температур (холодова реактивація діапаузи) для того, щоб вони змогли зацвісти. У наступний сезон стебло дворічної рослини сильно подовжується та рослина формує квітки, плоди і насіння, після чого гине. В порівнянні з однорічними і багаторічними рослинами, видів дворічних рослин значно менше. Як однорічні рослини, дворічні рослини зазвичай є одноплідними.
За несприятливих кліматичних умов дворічна рослина може завершити свій повний життєвий цикл за дуже короткий проміжок часу — 3—4 місяці замість двох років. Таке часто відбувається з овочами або квітковою розсадою, які піддалися дії холодних температур. Така поведінка приводить до того, що багато дворічних рослин в деяких регіонах вважаються однорічними.

## Дворічні рослини у садівництві
З точки зору садівництва і городництва, статус рослини як однорічної, дворічної або багаторічної може залежати від місця та мети вирощування. Якщо рослини вирощуються заради квітів, фруктів або насіння, то їм вимагається не менше двох років. Якщо дворічні рослини вирощуються заради їстівного листя або коріння, то їх життя обмежене одним роком. До останніх відноситься буряк, брюссельська капуста, капуста, морква, селера і петрушка. Якщо звичайна дворічна рослина вирощуватиметься в несприятливих кліматичних умовах, то вона розглядатиметься як однорічна, оскільки швидше за все не переживе холодну зиму. Навпаки, однорічна рослина за надзвичайно сприятливих умов може вижити після успішного розповсюдження насіння, що зробить її дворічною або багаторічною. Деякі багаторічні рослини, що живуть недовго, можуть здаватися дворічними. Головною відмінністю справжніх дворічних рослин є те, що вони квітнуть лише один раз за своє життя, тоді як багаторічні квітнуть щороку.